# U-20-Handball-Weltmeisterschaft der Frauen
Die U-20-Handball-Weltmeisterschaft der Frauen (offiziell IHF Women’s Junior World Championships) ist der offizielle Handballwettbewerb der besten Nationalmannschaften für weibliche Handballspielerinnen unter 20 Jahren. Er wird seit 1977 von der Internationalen Handballföderation (IHF) veranstaltet und findet seitdem alle zwei Jahre statt.
Der aktuelle U-20-Handballweltmeister der Frauen ist Frankreich. Die Mannschaft konnte sich 2024 in Nordmazedonien im Finale gegen die ungarische Auswahl erfolgreich durchsetzen und erspielte sich so ihren ersten Weltmeistertitel.

## Die Turniere im Überblick
| Jahr | Austragungsland | TN                                               | Weltmeister                                      | Ergebnis                                         | 2. Platz                                         | 3. Platz                                         |
| ---- | --------------- | ------------------------------------------------ | ------------------------------------------------ | ------------------------------------------------ | ------------------------------------------------ | ------------------------------------------------ |
| 1977 | Rumänien        | 14                                               | Jugoslawien                                      | 16:13                                            | Sowjetunion                                      | Rumänien                                         |
| 1979 | Jugoslawien     | 13                                               | Sowjetunion                                      | kein Endspiel ( 14)                              | DDR                                              | Jugoslawien                                      |
| 1981 | Kanada          | 11                                               | Sowjetunion                                      | kein Endspiel ( 14)                              | Jugoslawien                                      | BR Deutschland                                   |
| 1983 | Frankreich      | 16                                               | Sowjetunion                                      | 22:17                                            | DDR                                              | Südkorea                                         |
| 1985 | Südkorea        | 15                                               | Sowjetunion                                      | 27:24                                            | Südkorea                                         | Polen                                            |
| 1987 | Dänemark        | 15                                               | Sowjetunion                                      | 24:15                                            | Dänemark                                         | DDR                                              |
| 1989 | Nigeria         | 15                                               | Sowjetunion                                      | 26:23                                            | Südkorea                                         | Bulgarien                                        |
| 1991 | Frankreich      | 17                                               | Sowjetunion                                      | 26:25                                            | Südkorea                                         | Dänemark                                         |
| 1993 | Bulgarien       | 16                                               | Russland                                         | 24:17                                            | Bulgarien                                        | Südkorea                                         |
| 1995 | Brasilien       | 20                                               | Rumänien                                         | 28:24                                            | Dänemark                                         | Norwegen                                         |
| 1997 | Elfenbeinküste  | 17                                               | Dänemark                                         | 29:26                                            | Russland                                         | Rumänien                                         |
| 1999 | China           | 20                                               | Rumänien                                         | 25:20                                            | Litauen                                          | Dänemark                                         |
| 2001 | Ungarn          | 20                                               | Russland                                         | 33:32                                            | Ungarn                                           | Deutschland                                      |
| 2003 | Mazedonien      | 20                                               | Russland                                         | 26:24                                            | Ungarn                                           | Norwegen                                         |
| 2005 | Tschechien      | 20                                               | Russland                                         | 30:25                                            | Norwegen                                         | Südkorea                                         |
| 2008 | Mazedonien      | 20                                               | Deutschland                                      | 23:22                                            | Dänemark                                         | Südkorea                                         |
| 2010 | Südkorea        | 24                                               | Norwegen                                         | 30:21                                            | Russland                                         | Montenegro                                       |
| 2012 | Tschechien      | 24                                               | Schweden                                         | 29:22                                            | Frankreich                                       | Ungarn                                           |
| 2014 | Kroatien        | 24                                               | Südkorea                                         | 34:27                                            | Russland                                         | Dänemark                                         |
| 2016 | Russland        | 24                                               | Dänemark                                         | 32:28                                            | Russland                                         | Rumänien                                         |
| 2018 | Ungarn          | 23                                               | Ungarn                                           | 28:22                                            | Norwegen                                         | Südkorea                                         |
| 2020 | Rumänien        | Aufgrund der COVID-19-Pandemie nicht ausgetragen | Aufgrund der COVID-19-Pandemie nicht ausgetragen | Aufgrund der COVID-19-Pandemie nicht ausgetragen | Aufgrund der COVID-19-Pandemie nicht ausgetragen | Aufgrund der COVID-19-Pandemie nicht ausgetragen |
| 2022 | Slowenien       | 32                                               | Norwegen                                         | 31:29                                            | Ungarn                                           | Niederlande                                      |
| 2024 | Nordmazedonien  | 32                                               | Frankreich                                       | 29:26                                            | Ungarn                                           | Niederlande                                      |

## Medaillenspiegel
| Rang | Land                                           | Goldmedaillen | Silbermedaillen | Bronzemedaillen | Gesamt    |
| ---- | ---------------------------------------------- | ------------- | --------------- | --------------- | --------- |
| 1    | Russland (davon Sowjetunion)                   | 11 (7)        | 5 (1)           | - (-)           | 16 (8)    |
| 2    | Dänemark                                       | 2             | 3               | 3               | 8         |
| 3    | Norwegen                                       | 2             | 2               | 2               | 6         |
| 4    | Rumänien                                       | 2             | -               | 3               | 5         |
| 5    | Ungarn                                         | 1             | 4               | 1               | 6         |
| 6    | Südkorea                                       | 1             | 3               | 5               | 9         |
| 7    | Deutschland (davon BR Deutschland) (davon DDR) | 1 (-)         | 2 (-) (2)       | 3 (1)           | 6 (1) (3) |
| 8    | Jugoslawien                                    | 1             | 1               | 1               | 3         |
| 9    | Frankreich                                     | 1             | 1               | -               | 2         |
| 10   | Schweden                                       | 1             | -               | -               | 1         |
| 11   | Bulgarien                                      | -             | 1               | 1               | 2         |
| 12   | Litauen                                        | -             | 1               | -               | 1         |
| 13   | Niederlande                                    | -             | -               | 2               | 2         |
| 14   | Polen                                          | -             | -               | 1               | 1         |
|      | Montenegro                                     | -             | -               | 1               | 1         |